# Altmark-incidens
Az Altmark-incidens a második világháború elején, a nyugaton eseménytelenül telt furcsa háború idején lezajlott incidens volt, melynek során a brit haditengerészet a nemzetközi törvényeket megsértve hadifoglyokat szabadított ki a német Altmark tartályhajó fedélzetéről a semleges Norvégia felségvizein 1940. február 16-án. Az Altmark Németországba tartott fedélzetén 303 hadifogollyal, akik korábban az Admiral Graf Spee zsebcsatahajó (nehézcirkáló) által elsüllyesztett hajókon szolgáltak. Az akció következtében a német tengerészek közül nyolcan életüket veszítették és tízen megsebesültek. Súlyosan megsebesült továbbá egy brit és egy norvég tengerész is. A személyzete által partra futtatott hajón a britek fosztogatásokba kezdtek, majd hátrahagyták legénységével együtt.
A skandináv országban nagy felháborodást kiváltó támadás a hágai egyezmények és egyben Norvégia semlegességének súlyos megsértése volt, ami miatt a norvég kormányzat hevesen tiltakozott Londonnál és az ügy Állandó Nemzetközi Bíróság  elé vitelét is kilátásba helyezte, de erre végül nem került sor. Az incidens rövid időre hűvössé tette Norvégia és az Egyesült Királyság viszonyát.
A brit akció Norvégia háborúba való bevonását célozta, ami stratégiai és gazdasági szempontból kedvező lett volna számukra. Emellett Winston Churchillnek, az admiralitás első lordjának megerősödését is szolgálta a brit belpolitikában.

## Előzmények
A Kriegsmarine szolgálatában álló Altmark tartályhajó a Német Birodalom szolgálati lobogója (Reichsdienstflagge) alatt, civil legénységgel – közte több norvég állampolgárral – 1939. augusztus 5-én hagyta el Wilhelmshavent azzal a céllal, hogy augusztus 19-én a texasi Port Arthurban gázolajat és vizet vegyen fel, majd ezután Rotterdamba hajózzon. A kapitány, Heinrich Dau egy lepecsételt titkos dokumentumot kapott kézhez az indulás előtt, mely utasításokat tartalmazott a háború kitörésének esetére. Visszaúton augusztus 26-án rádióüzenetben parancsot kapott a boríték felnyitására és az abban foglalt utasítások szerint az Admiral Graf Spee nehézcirkáló (zsebcsatahajó) ellátóhajójaként kellett szolgálnia annak dél-atlanti vizeken tett portyái során. A hajót álcázási okokból átfestették, nevét Sognéra változtatták és a norvég zászlót húzták fel rajta.
A hadihajóval való első találkozására a háború kitörésének napján, 1939. szeptember 1-én került sor az Atlanti-óceán középső részén, a Zöld-foki szigetektől nyugatra. Ekkor a Graf Speeről két 20 mm-es légvédelmi gépágyút (Flak) vettek át és szereltek fel az addig fegyvertelen hajó fedélzetére. A Spee személyzetéből egy 20 fős őrszemélyzet mellett két rádiós, valamint egy-egy élelmezési- illetve zsákmánytiszt szállt át az Altmarkra. Velük együtt a tartályhajó személyzete 133 főt tett ki.
A két német hajó közötti utolsó találkozásra december 6-án került sor, ami után a Graf Spee a La Plata felé vette az útját. A következő találkozásra január 2-án kellett volna sort keríteni és együtt hazatérniük Németországba. Mivel azonban egy brit cirkálókötelékkel vívott ütközet után pár nappal a Graf Speet Montevideo előtt elsüllyesztette a személyzete, az Altmarknak egyedül kellett az útra vállalkoznia. A hajót ekkor újra átfestették és a norvég zászlót megtartva a Haugesund nevet tüntették fel rajta. Később Chirippo néven amerikai zászló alatt hajózott.
A gépeinek javítása és az utána folyó fokozott keresés elültének kivárása miatt a tanker hosszabb időt töltött az Afrikától délre eső vizeken, majd január 24-én megkezdte hazafelé vezető útját. A forgalmas tengeri utakon és az ellenséges blokádon észrevétlenül átjutva február 12-re Izlandot délről 50 mérföldes távolságra megközelítette, majd keletnek vette az irányt és február 14-én hajnali 05:00 körül a Halten világítótorony magasságában norvég felségvizekre ért Trondheim közelében.

## Foglyokkal való bánásmód
A háború elején a brit kormányzat bejelentette, hogy az elfogott német kereskedelmi hajók legénységét hadifoglyoknak tekinti, amire válaszul a németek is hasonlóképpen reagáltak. Így Langsdorff kapitány az elfogott hajók legénységét nem engedte szabadon, hanem az ellátóhajóra szállíttatta át. Az Altmark nem volt felkészítve foglyok elhelyezésére a fedélzetén és Dau ellenkezett nagy számban való átvételük ellen. Az elsüllyesztett kereskedelmi hajók személyzetéből összesen 330 fő került a fedélzetére, de közülük az utolsó előtti találkozáskor, november 27-én Langsdorff 27 főt, főként tiszteket, visszarendelt a Graf Speere, hogy jobb ellátásban részesülhessenek. Így hazaútján a német feljegyzések szerint 303 brit alattvalót szállított.
A foglyok között volt 67 indiai (laskár), 8 fekete-afrikai és egy izraelita is. A két kapitányt, akik a hazaútja során is az Altmarkon voltak, egy kétágyas kabinban helyezték el. A többi foglyot a hajó leüresedett raktereiben szállásolták el és szigorú őrizet alatt tartották őket. Az elfogott kereskedelmi hajókról egészítették ki a hajó élelmiszerkészleteit, a Huntsmanről nagy mennyiségű szőnyeget szállítottak át, melyek a foglyok fekhelyeiként szolgáltak. A hajó asztalosa egyszerű padokat és asztalokat készített számukra.
Dau kapitány a foglyoknak az utazás teljes ideje alatt – csekély megszorításokkal – ugyanazt az ellátást biztosította, melyben a német tengerészek is részesültek. 50 fős csoportokban napi kétszer jöhettek fel rövid időre a felső fedélzetre (30 illetve 45 perc erejéig). Egy palackposta tengerbe hajítása miatt később csak legfeljebb 25 főt engedtek egyszerre fel. Az út vége felé ezt az időt napi egyszeri háromnegyed órára korlátozták, egészen addig, míg norvég felségvizekre nem értek.

## Brit intézkedések azAltmarkelfogására
A brit admiralitás az Altmarkról a Graf Spee Montevideóban szabadon bocsátott foglyai révén értesült. Bár az elzárt foglyok a két hajó találkozásairól nem szereztek tudomást, a Langsdorff által visszarendelt 27 főtől a britek fontos információkat szereztek, így megtudták a tartályhajó valódi és álnevét is. Az ottani nagykövet, Eugen Millington-Drake az Altmarkot is megjárt tisztektől hallott a hajón uralkodó „förtelmes körülményekről” és a rajta fogva tartott több mint 300 tengerészről. Winston Churchill, a brit admiralitás első lordja jobbnak látta az információt nem nyilvánosságra hozni és megjegyezte: „Tartsuk titokban, míg a foglyokat ki nem szabadítottuk.” Az Altmark utáni kutatást nagy erőkkel folytatták az Atlanti-óceánon, de nem sikerült nyomára akadniuk. A britek számítottak arra, hogy a norvég felségvizek védelmében próbál majd visszatérni, ezért értesítették a norvég haditengerészetet is az Altmark várható felbukkanásáról, melyről azt is közölték, hogy 400 brit hadifogoly van a fedélzetén.
Carsten Tank-Nielsen tengernagy, a Bergen központú 2. katonai körzet parancsnoka már a január 11-ei napi parancsában megemlítette az Altmark feltűnésének lehetőségét és utasította a haditengerészet egységeit, hogy azonnal jelezzék, ha észlelik a hajót. Ismeretlen okokból kifolyólag azonban az utasítást a trøndelagi védelmi szektorhoz, melynek területén a német hajó elérte a norvég vizeket, nem továbbították.
Az Altmark felbukkanásakor a Royal Navy több köteléke a norvég partok közelében tartózkodott a feltartóztatására, de nem ezek az egységek kerültek bevetésre. A Philipp Vian kapitány Rosythban állomásozó 4. rombolóflottilláját (4th Destroyer Flotilla), mely az Arethusa könnyűcirkálóból (zászlóshajó) és a Cossack (rombolóflottilla zászlóshajója), Sikh, Nubian, Intrepid és Ivanhoe rombolókból állt, február 14-én az este folyamán felkészítették az Altmark elleni akcióra és a flottilla minden hajójára egy tengerészekből álló 21 fős felfegyverzett osztagot helyeztek el. A fegyveresek nagy része az Aurora cirkálóról érkezett, melynek ekkor épp a kazánjain végeztek el karbantartásokat. Küldetésének (Operation DT) hivatalos célja a jégtakaró felmérése volt a Skagerrakban, de a hajók legénysége már a 15-ei reggeli induláskor tényként kezelte, hogy a német tartályhajó elfogása és a foglyok kiszabadítása lesz a feladatuk.

## Megérkezés a norvég vizekre
A német sajtóban február 2-án közzétették, hogy az Altmark hadifoglyokkal megérkezett Németországba. Ezzel a téves információközléssel azt kívánták volna elérni, hogy a britek felhagyjanak az Altmark megtalálása érdekében megerősített őrjáratozással és így megkönnyítsék a tanker hazatérését. Dau a foglyok jelenlétét titokban akarta tartani a norvég hatóságok előtt, hogy a britekhez rajtuk keresztül se juthasson el biztos információ.

Norvég vizeken az Altmark a Reichsdienstflagge alatt hajózott

Az eddig álcázás céljából más neveken és idegen zászlók alatt hajózó Altmarkon a norvég felségvizekhez közelítve a Seekriegsleitung (a német admiralitás) utasítására ismét újra a valódi nevét tüntették fel és a birodalom szolgálati lobogóját (Reichsdienstflagge) vonták fel, a két gépágyút pedig leszerelték és a hajó belsejében raktározták el, így ismét állami szolgálatban álló hajónak (Staatsschiff) adhatta ki magát. Dau azt tervezte, hogy a norvég vizeken át megszakítás nélkül egészen a Skagerrakig hajózik, mert így nem lett volna köteles megmutatni a szállítmányát vagy beszámolni róla. A Skagerrak nyílt vizein a február 15-ről 16-ra virradó holdfény nélküli éjjel szándékozott áthaladni, amihez 36 órán belül le kellett volna érnie a tengerszoroshoz a norvég partok mentén. Úgy vélte, hogy a britek órákon belül értesülnek majd a felbukkanásáról, de ilyen rövid idő alatt nem fognak tudni reagálni rá. A Seekriegsleitung tanácsára Lindesnestől keletre kellett volna átszelnie a tengerszorost, hogy az attól nyugatra portyázó brit tengeralattjárókat elkerülhesse.
Dau az útvonala meghatározásakor nem vette figyelembe, hogy Norvégiában a háború elején egy a hadviselő felek által elismert semlegességi szabályzat (angolul: Norwegian Neutrality Regulation) volt érvényben, melyben a felségvizein haladó járműveket hadihajóként, avagy kereskedelmi hajóként kezelték. Az állami szolgálatban álló hajók nem alkottak külön kategóriát, hanem hadihajókként kezelték őket. A hadihajóknak pedig megtiltották a hadi kikötők (krigshavn) körüli katonai zónákon való áthajózást, melyek kiterjedése a nyílt tenger irányában a felségvizek három mérföldes határáig ért. Ezeken a zónákon a kereskedelmi hajók is csak tüzetes vizsgálatok után haladhattak át.

## Ellenőrzések

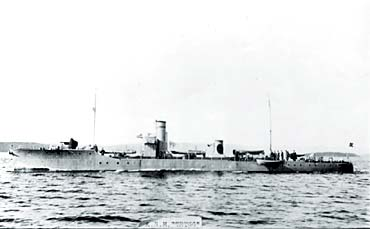
Az Altmarkot először a Trygg torpedónaszád ellenőrizte

Február 14-én az Altmarkot három norvég hadihajó is megállította valamint ellenőrizték Ålesundnál is. Első alkalommal a Trygg torpedónaszád ellenőrizte a papírjait Linesøya sziget közelében. A naszád a trøndelagi védelmi szektorhoz tartozott, így a tisztjei nem tudhatták, hogy a britek által nagy erőkkel keresett hajóról van szó. Dau kapitány közölte, hogy a civil hajó a Kriegsmarine szolgálatában áll és két gépágyút szállít elraktározva, utasai pedig nincsenek. A német hajó engedélyt kapott a norvég felségvizeken való áthaladásra, anélkül, hogy átkutatták volna, mivel a Reichsdienstflagge alatt nem volt köteles alávetni magát alapos átvizsgálásnak. Fedélzeti fegyverekkel sem rendelkezett, így nyilvánvalóan veszélyt sem jelentett a norvég területekre és ilyen esetben a semlegességi szabályzat sem irányzott elő vizsgálatokat. Dau itt kézhez kapta a szabályzat német nyelvű nyomtatványát. Arra külön felhívták a figyelmét, hogy nem használhatja a rádióját norvég vizeken, majd folytathatta útját.
Az átvizsgálás során a raktérben lévő brit foglyok folyamatosan próbálták felhívni magukra a figyelmet, hangos kiáltásokkal és a hajótesten való dörömböléssel. Mikor a németek ezt észrevették, csörlők elindításával elnyomták a foglyok által keltett zajt. A kapitány büntetésül egy napi kenyérrel és vízzel való étkeztetéssel sújtotta őket ezért.
Carsten Tank-Nielsen tengernagy, a Bergen székhelyű 2. védelmi körzet parancsnoka a Trygg kapitányának jelentésének kézhez vétele után kíséretet rendelt a tanker mellé és ezt a feladatot a Snøgg torpedónaszád kapta, mely a tengernagy utasítására február 15-én 21:30-kor megállította. A korábban már elhangzott kérdéseket tették fel, melyekre ugyanazokat a válaszokat kapták. Dau kérdésére, hogy áthaladhat-e hajójával a bergeni katonai körzeten – tévesen – azt a választ kapta, hogy nappal áthajózhat rajta. Röviddel éjfél előtt az Altmark ismét folytathatta útját és hamarosan a Draug romboló vette át a kíséretét.

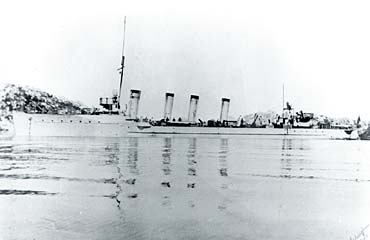
HNoMS Garm

A sikertelen ellenőrzésekkel elégedetlen Tank-Nielsen tengernagy ekkor a Garm romboló fedélzetére szállt és a tanker elé hajózva a Hjelte-fjordnál ellenőriztette azt a romboló kapitányával, de a rakterét ő sem tudta megszemlélni, mert a kapitánya azt a státuszára való hivatkozással újfent visszautasította. A norvég tisztek ekkor közölték vele, hogy nyolc mérföldnyire behatolt a katonai körzetbe és el kell hagynia azt, amennyiben nem engedélyezi a hajó teljes átvizsgálását. Dau arra hivatkozva, hogy a speciális felszerelésekből álló szállítmányát csak a német kormányzat hozzájárulásával mutathatja meg, visszautasította a vizsgálatot. Az egyeztetések közben rádióüzenetet akart küldeni a német követségre, melyben a norvégok eljárására neheztelt és közbenjárást kért az útja felségvizeken belüli folytatásának engedélyezéséhez. A Garm azonban zavarta az adást és Daut figyelmeztették, hogy nem használhatja a rádióját.
A foglyok ismét nagy lármát csaptak, amit a norvég tisztek ezúttal már meghallottak és a rombolóra visszatérve jelentették a tengernagynak az észlelésüket. Tank-Nielsen tudatta Dauval, hogy foglyokkal a fedélzetén az Altmark semmiképpen nem hajózhat át a katonai körzeten, hanem el kell hagynia azt abban az irányban, ahonnan érkezett. Ehhez a sötétség beállta miatt másnap reggelig kapott haladékot.
A támaszpontra visszatérő Tank-Nielsent azonban felettese, a külügyminiszterrel előzetesen egyeztető Henry Diesen tengernagynak, a norvég flotta parancsnokának utasítása várta, miszerint engedélyezni kell az Altmark áthaladását a katonai körzeten. Tank-Nielsen telefonon felkereste felettesét és tiltakozását fejezte ki nála, mivel a rendelkezésben a semlegességi szabályzat megsértését látta. Diesen, aki ekkor már tudott a foglyok észleléséről, ragaszkodott a parancs végrehajtásához és a teljes felelősséget magára vállalta. Tank-Nielsen utasította a Snøgg és a Olav Tryggvason rombolókat a német hajó biztosítására és az 19:00-kor folytathatta útját a katonai körzeten át, még mielőtt a német tengerészeti attasé közbenjárhatott volna az ügyében. Dau úgy választotta meg a sebességet, hogy másnap estére érjék el a tengerszorost. Stavangertől délre az Altmark kíséretét a Fireren felfegyverzett gőzös vette át.
Tank-Nielsen tengernagy hozzáállása az Altmark áthaladásához figyelemre méltó tekintettel arra, hogy az Egyesült Királyságba tartó konvojokat kísérő brit felfegyverzett kereskedelmi hajók rendszeresen kikötöttek körzetének központjaként szolgáló Bergenben. Eközben gyakran a fedélzeti fegyvereket még egy ponyvával sem takarták le.
Német olvasatban a norvég hatóságok minden eszközzel igyekeztek feltartóztatni az Altmarkot és rábírni arra, hogy kikössön, vagy legalább horgonyt vessen és elvégezhessék a tüzetesebb vizsgálatát, ám Dau ez alól mindig sikeresen talált kibúvót. Amennyiben a norvégok rá tudták volna bírni a tartályhajót a kikötésre vagy horgonyvetésre, akkor Daunak le kellett volna szállíttatnia a foglyokat és Norvégiában internálták volna őket.

## AzAltmark'felfedezése'
Az Altmark észleléséről február 15-én több jelentés is befutott Londonhoz. Churchill utasította az admiralitást, hogy
„a cirkáló és a rombolók a nap során forduljanak északi irányba Norvégia felé és ne hezitáljanak elfogni az Altmarkot a felségvizeken amennyiben ott akadnának rá. Ez a hajó megsérti a semlegességet (Norvégiáét – a szerk.) azzal, hogy hadifoglyokat szállít Németországba. Egy vagy két cirkálót bizonyára kellene küldeni még a Skagerrak átfésülésére ma éjjel? Az Altmarkra úgy kell tekinteni, mint egy felbecsülhetetlen értékű trófeára.”
Február 16-án éjjel 00:48-kor Viant értesítették, hogy az új feladata az Altmark elfogása lesz és tudatták vele észlelésének helyeit, amihez hozzátették azt is, hogy a célpont a felségvizeken belül is feltartóztatandó. Vian a flottillát két részre osztotta: a cirkálót az Ivanhoe és az Intrepid társaságában Egersundhoz küldte, míg ő a Cossackkal, a Nubiannel és a Sikh-kel délebbre, Lista szigeténél kereste a német hajót a partok mentén. Eközben több hajót is megállítottak a norvég felségvizeken belül és némelyiket át is kutatták, amit azzal indokoltak, hogy nem volt tudomásuk arról, hogyan nézett ki pontosan az Altmark. Az egyetlen információ amivel – állítólag – rendelkeztek róla, az az Illustrated London News február 3-ai számában megjelent kép volt, melyen viszont két hajó, az Altmark mellett a Huntsman is látható volt. (Lásd itt) Vian úgy vélte, hogy a négyárbócos lehet a keresett hajó, ezért kerestek célzottan ilyet.

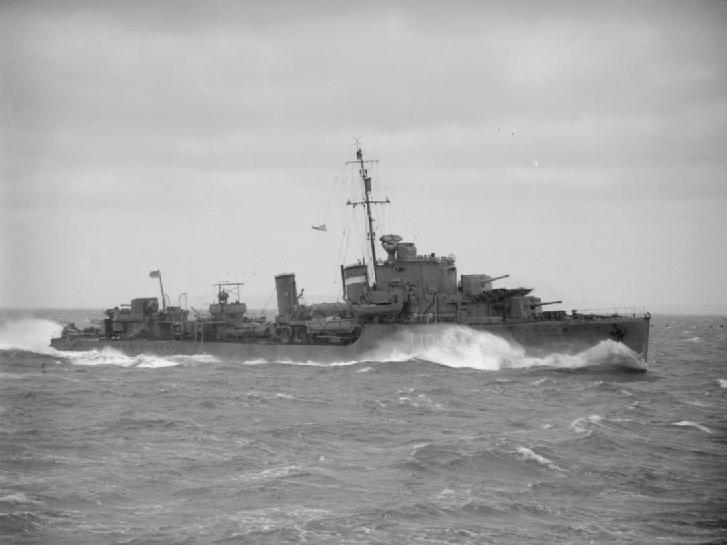
Az Intrepid sikertelenül próbálta elfogni az Altmarkot

Dél után Egersund partjainál három brit Hudson felderítőgép – a norvég légteret megsértve – repült át az Altmark felett és kettő alacsonyabbra ereszkedve a nevét leolvasva egyértelműen azonosította a hajót. (A brit sajtóban megjelent információk szerint a tanker norvég zászló alatt hajózott, de erről a hivatalos jelentések nem tesznek jelentést.) A Fireren légelhárító lövegekkel nem rendelkezvén csak zászlójelzésekkel tiltakozott a légsértés ellen. A repülőgépek 13:55-kor jelentették az Altmark észlelését, ami 14:18-ra jutott el a flottillához. Az északi csoport egységei voltak közelebb hozzá és északi irányban haladva 14:50-kor az Arethusáról észlelték a német tankert, melynek kíséretét időközben a Skarv torpedónaszád vette át. A közeledő Arethusa felszólította az Altmarkot a norvég felségvizek elhagyására, aminek az nem tett eleget. A Skarv tiltakozott a brit hajó eljárása ellen, mire az Intrepidről azt a választ kapta, hogy az Altmark brit hadifoglyokat szállít és parancsa van az Altmark elfogására és Angliába vitelére. A norvégok közölték vele, hogy a hajót Bergennél átkutatták és nem találtak hadifoglyokat. Értesülésük, és így közlésük nem volt pontos, mivel a tankert csak ellenőrizték, de át nem kutatták.

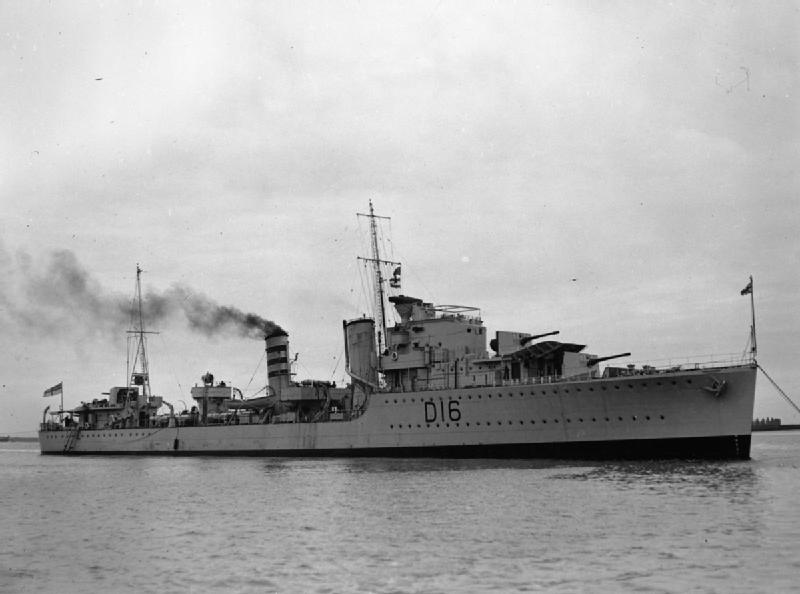
Az Ivanhoe sem járt sikerrel

A két brit romboló 15:30-kor és 15:56-kor sikertelen kísérletet tett az Altmark elfogására és ekkor több figyelmeztető lövést is leadtak elé, melyek közül az egyik a szárazföldön landolt. Az Altmark a figyelmeztető lövések hatására lelassított, de látva, hogy az Intrepidről egy fegyveresekkel teli motorcsónakot eresztenek le a vízre, ismét felgyorsított. A második próbálkozás során az Intrepid kihasználva azt, hogy a norvég naszádok épp az Ivanhoe-t hajtották el a közeléből, megpróbált a szárazföld és a tartályhajó közé beférkőzni, hogy így a nyílt tenger irányába szoríthassa ki azt. Az Altmarkról látták, ahogy egy puskákkal, géppisztolyokkal, pisztolyokkal és rohamsisakokkal felszerelt osztag készülődik a romboló fedélzetén átszállni a tankerre, ezért ekkor bekanyarodtak a tőlük épp balra nyíló Jøssing-fjordba, hogy ott keressenek menedéket. A manővert úgy időzítették, hogy a hajócsavarok keltette örvény ellökje a közelíteni próbáló rombolót. Eközben az Intrepid figyelmen kívül hagyta az Arethusáról érkező parancsot, hogy az Altmark parancsnoki hídját tűz alá vegye, mivel attól tartott, hogy a két norvég révkalauz is megsérülhet.

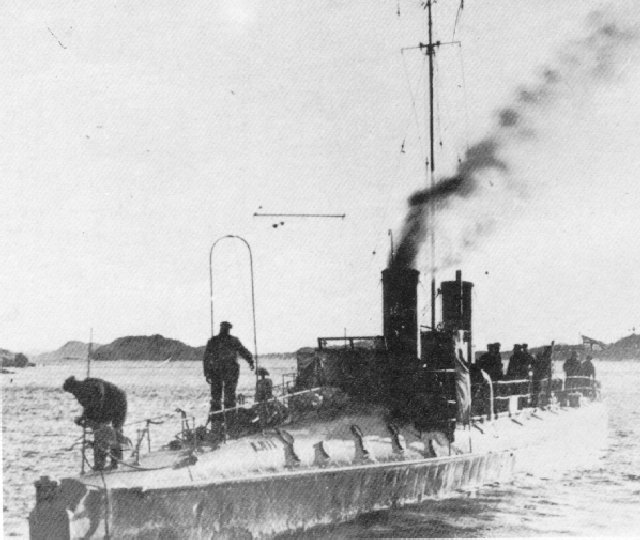
A Kjell és testvérhajója a Skarv kísérték az Altmarkot a fjordba

A rombolók nem követték az Altmarkot a fjordba, melynek bejáratánál a Skarv és az éppen ekkor a helyszínre érkező Kjell torpedónaszád védelmi állást vett fel a torpedóvető csöveiket a britekre irányozva. Később a korábban kíséretet adó Fireren is behajózott a fjordba. Bár az utóbbi kapitánya volt a rangidős, mivel ő tartalékos volt, helyette a Kjell kapitányánál, Finn Halvorsen hadnagynál maradt a parancsnokság. A norvégok tudatták a britekkel, hogy a német hajó fegyvertelen és a védelmüket élvezi. Dau kapitány az esetet jelentette rádión és a Deutschlandsender 20:45-kor a következő hírt adta a norvég partoknál zajló incidensről:
„Újabb hír érkezett Norvégia semlegességének brit haditengerészeti erők általi megsértéséről. A német Altmark gőzös arról értesített minket rádión, hogy az angol Intrepid romboló 300 méterre a partoktól, a norvég felségvizeken megpróbált belülről mellé állni, hogy elfoghassa. Csak a német kapitány ügyes manőverezésének és a norvég torpedónaszádok közbeavatkozásának köszönhető, hogy a semlegesség britek általi brutális megsértését kivédték. A brit romboló még várja a lehetőséget a támadás megismétlésére. Újabb példája ez annak, hogy mennyire tartja tiszteletben Nagy-Britannia a semleges országok jogait mikor lehetőség kínálkozik számára.”
Dau kapitány a fjordban biztonságban gondolta hajóját, melyről a két révkalauz távozott. Mivel a kijelölt vízi útvonalról letérve belvíznek számító területre ért, két vámtisztviselő érkezett a fedélzetére. Tájékozódva a korábbiakról arra jutottak, hogy nem szükséges vizsgálódniuk és egyikük hamarosan szintén elhagyta a fedélzetet.
A Seekriegsleitung utasítására az Altmark nem vetett horgonyt, mivel ekkor a norvégok átvizsgálhatták volna. Fontolóra vették a Hipper nehézcirkáló és egy rombolóflottilla kiküldését, esetleg még az egyik csatahajót is bevetették volna, de a hajók készültségi szintje miatt csak másnap tudhattak volna kifutni. Így csak Schreiber haditengerészeti attasét utasították arra, hogy a norvég hatóságokat felkeresve bizonyosodjon meg arról, hogy mindent megtesznek az Altmark biztonsága érdekében. Schreibert efelől biztosították és közölték vele, hogy a haditengerészetük kézben tartja a szituációt és újabb fejlemények esetén azonnal értesíteni fogják a német nagykövetséget, ugyanakkor a brit haditengerészeti attasét, Boyes ellentengernagyot a haditengerészet főparancsnokságára hívták, ahol Erik Steen sorhajókapitány, a haditengerészet hírszerzésének vezetője térképek prezentálása mellett személyesen tájékoztatta őt a kialakult helyzetről.
Az időközben délről a helyszínre érkező Cossack megpróbált behatolni a fjordba, de Halvorsen erélyes tiltakozására vissza kellett vonulnia. A norvég parancsnok ekkor megfenyegette Viant, hogy megtorpedózza a hajóját, amennyiben fél órán belül nem hagyja el a norvég vizeket. Végül 18:30-kor azzal az ígérettel távozott, hogy újra átvizsgáltatják a hajót. Ez ügyben a partról telefonon (mivel a fjord hegyei miatt a gyenge rádióját nem használhatta) felkereste a körzet parancsnokságát, de Smith-Johannsen ellentengernagytól, az 1. számú védelmi körzet parancsnokától, azt az utasítást kapta, hogy nem végezhető el újabb vizsgálat és a brit hajókat meg kell akadályozni abban, hogy az Altmarkot megközelítsék, ha szükséges erő alkalmazásával is. Úgy gondolták, ha ebben az esetben a német és brit hajó közé manővereznek, akkor ezzel sikeresen meg tudnák akadályozni a próbálkozásokat. Hamarosan azonban visszavonták az Altmark erővel való oltalmazására vonatkozó parancsot, valószínűleg a külügyminisztérium utasítására.
A Baldur elsüllyesztése

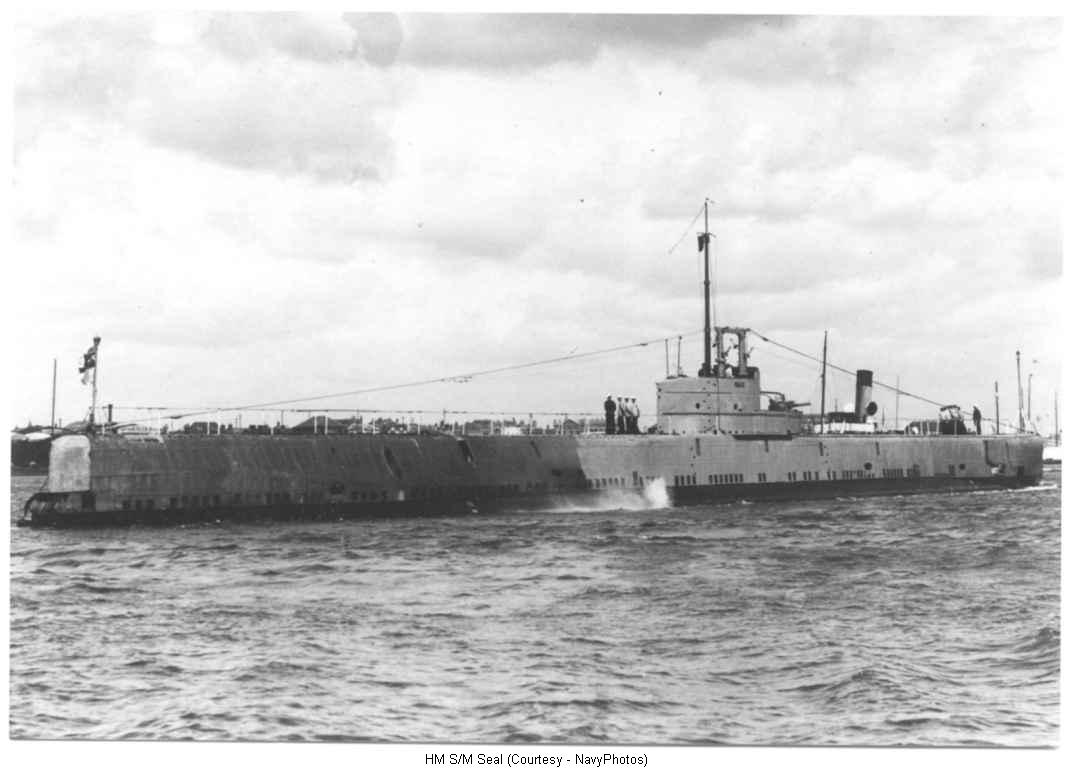
A Seal tengeralattjáró az Altmark elfogására feszített ki hálót a norvég felségvizeken

Míg a brit rombolók az admiralitás utasításaira vártak a norvég felségvizeken kívül, addig a közelben a britek figyelmét egy másik német hajó is felkeltette. Még előző éjszaka a Seal brit tengeralattjáró egy három mérföld hosszú hálót feszített ki a fjord előtt lévő Fogsteinane-szigeteknél abban a reményben, hogy az Altmark belegabalyodik és így könnyen átszállhatnak rá, vagy amennyiben észreveszi azt, akkor a felségvizeket elhagyva tudja majd csak kikerülni azt és így a nyílt tengeren foghatják el. Az Altmark helyett azonban a vasércet szállító Baldur német teherhajó futott bele és a hajócsavarjára tekeredő háló miatt a hajó lassan a nyílt vizek felé sodródott. Egy brit repülőgép a közelben észlelte az Altmarknak vélt hajót és elfogására az Intrepidet és az Ivanhoe-t küldték a helyszínre. A legénysége azonban 22:30 körül robbanótöltetekkel elsüllyesztette még mielőtt odaérhettek volna. Legénységét foglyul ejtették. A Baldur mindvégig a három mérföldes zónán belül volt, így ez az eset is Norvégia semlegességének megsértése volt.

## Churchill utasításai
Este 17:25-kor a Lord Halifax külügyminiszterrel való egyeztetés után Churchill – megkerülve a hivatalos szolgálati rendet – személyesen adott utasítást Vian kapitánynak a német hajó megtámadására a következő szövegű rádióüzenetében:
„Amennyiben a norvég torpedónaszád nem vállalja, hogy angol-norvég őrséggel az Altmark fedélzetén közösen elkísérik azt Bergenbe, akkor szálljanak át az Altmark fedélzetére, szabadítsák ki a foglyokat és kerítsék hatalmukba a hajót a további instrukciókig. Ha a norvég torpedónaszád közbeavatkozna, intse távolmaradásra. Ha tüzet nyit, csak akkor viszonozza, ha a támadása komoly, ebben az esetben védje meg magát, ne használjon nagyobb erőt, mint amekkora feltétlenül szükséges és szüntesse be a tüzelést, ha a norvég hajó is így tesz. Emlékeztesse a norvég rombolót, hogy a becsületén nem esik csorba, ha a túlerőnek aláveti magát.”

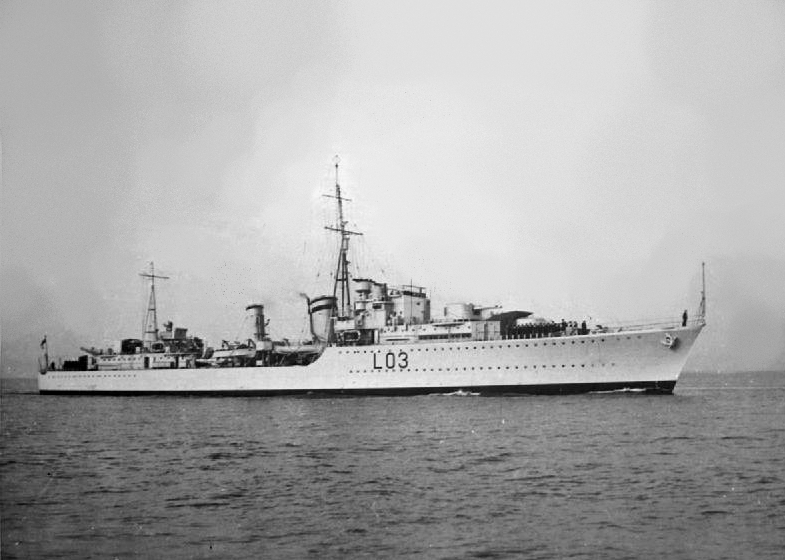
Vian hajója a Cossack

Vian Churchill üzenetét kézhez kapva 22:45-kor ismét a fjord bejáratához indult. Első próbálkozásra nem sikerült megtalálniuk azt és a fényszórókat fel kellett kapcsolniuk a tájékozódáshoz. Ez az eset annak a későbbi legendának az alapja, miszerint a Cossack felkapcsolt keresőfényekkel, nyíltan hatolt be a fjordba. A romboló 23:12-kor ért a Jøssing-fjordhoz és ekkor érkezett az admiralitás újabb üzenete:
„Amennyiben az őrséget és a közös kíséretet Bergen felé nem fogadják el és így kénytelen lesz átszállni a hajó fedélzetére, akkor a következőképpen járjon el: Ha nincsenek foglyok a fedélzeten, akkor a hajót foglalja le zsákmányul. Ha nem találnak foglyokat és egyértelműen az Altmarkról van szó, akkor a kapitányt és a tiszteket hozzák Angliába azért, hogy meggyőződhessünk a foglyok sorsáról. A hajót ebben az esetben hagyják a fjordban.”
Az ezt követő eseményekről erősen eltérnek a brit és a norvég feljegyzések. Halvorsen hadnagy magához rendelte a közeledő brit rombolót. Vian elmondása szerint ekkor tudtára adta a norvégnak, hogy a brit kormánytól parancsot kapott a 400 fogoly kiszabadítására és állítása szerint javasolta a hajó visszairányítását Bergenbe illetve azt, hogy a Kjell fedélzetéről szálljon át egy közös brit-norvég csapat az Altmarkra. Vian e verziója szerint Halvorsen visszautasította azzal, hogy ez ellenkezik az ő parancsaival és a torpedónaszádja amúgy sem tudna a vastag jégen át manőverezni. Halvorsen leírása szerint végül beleegyezett abba, hogy megfigyelőként – 23:30-kor – átszálljon a Cossackra, ahol Vian közölte vele, hogy át fogja vizsgálni az Altmarkot, függetlenül attól, hogy a norvégok ehhez hozzájárulnak-e. Halvorsen tiltakozott ez ellen és jelezte, hogy a brit hajónak azonnal el kellene hagynia a norvég vizeket. A beszélgetés során felvetett kérdésére, "Ha nem lesznek foglyok az Altmarkon – akkor mi lesz?", Viantól azt a választ kapta, hogy „Nos, akkor az a kormányzatom hibája lesz.” Halvorsent Kristiansandból utasították, hogy hagyja el a brit hajó fedélzetét, de mire az üzenet eljutott a fjordba, a brit agresszió már megkezdődött.
Vian Halvorsennel szemben azt állította, hogy folyamatosan az Altmark közös Bergenbe való kísérését szorgalmazta az újabb átvizsgálás céljából, ahogy azt az admiralitástól kapott utasítása tartalmazta. A norvég jelentésében határozottan tagadta ezt és az 1954. január 25-én a War History Departmentnek küldött levelében is megerősítette, hogy nem tud felidézni semmi ilyesféle javaslatot.
A Fireren értesítette telefonon Smith-Johanssen ellentengernagyot a brit romboló feltűnéséről, aki válaszában meghagyta, hogy továbbra is tiltakozzanak, de erőt ne alkalmazzanak.

## ACossacktámadása
Időközben a norvég naszádok mellett álló, elsötétített Cossack a következő morze-üzenetet küldte az Altmarknak: "Szüksége van vontatásra? Engedje le a kötéllétrát a hajó bal oldalán." Az Altmark nem tett eleget a felszólításnak, hanem többször is azonosításra szólította fel az ismeretlen hajót, melyre nem kapott választ. A brit hajó a felszólítást megismételte 22:48-kor (KEI) is, majd miután a németek erre sem reagáltak, 22:58-kor a "Forduljon oldalt, különben tüzet nyitok!" üzenetet küldte. Dau ekkor még mindig azt hitte, hogy egy újabb norvég hajóról van szó, mindenesetre hajóját 200-300 méterrel beljebbre vitte a szűk fjordban. Az ismeretlen hadihajó 23:12-kor lassan megindult az Altmark felé. Lura kapitány a Fireren fedélzetén a romboló orra elé figyelmeztetésként szándékozott leadni egy lövést, de attól tartva, hogy a túlparti házakat találja el mégsem nyitott tüzet. A németek keresőfénnyel megvilágították az ismeretlen hajót és ekkor ismerték fel, hogy egy brit hadihajó közeledik feléjük. A britek beszámolója szerint a fénynyalábot a hajóhídra irányították, hogy így vakítsák el őket.
Dau kapitány ekkor (ismételten) felhívta a személyzet figyelmét, hogy ne tanúsítsanak fegyveres ellenállást (Kein Widerstand mit Waffengewalt), azt ugyanis csak a hadi lobogó (Reichskriegsflagge) alatt tehették volna meg. A hajóját ilyen esetben el kellett volna süllyesztenie és utasítást is adott a robbanótöltetek előkészítéséhez. A hadifoglyokra való tekintettel azonban vonakodott kiadni azok élesítésére a parancsot és a fenékszelepeket sem nyitották meg. A 133 főnyi legénységen felüli 300 foglyot ugyanis nem tudta volna evakuálni biztonsággal ilyen körülmények között. Dau állítása szerint az események olyan gyorsan zajlottak le, hogy el is feledkezett a hajó elsüllyesztésére tett utasításokat kiadni és később ehelyett futtatta azt partra.
Mikor a Cossack a német hajó oldalához próbált manőverezni, az Altmark hirtelen megindulva 30 fokos szögben nekitolatott a brit rombolónak a hajóhíd felépítményének magasságában és a szűk helyen a fjord falának irányába tolta azt. A norvég torpedónaszádok parancsnokai szerint csak az összetorlódó jég mentette meg a brit hadihajót attól, hogy a szikláknak sodródjon és elsüllyedjen. Dau ezzel egyidőben a gépterem összes nélkülözhető emberét a fedélzetre rendelte, hogy segítsenek a hajó evakuálásához előkészíteni a mentőcsónakokat, a titkos dokumentumokat pedig a vízbe dobták egy nehezékkel ellátott zsákban.
Ahogy a két hajó oldala összeért és lassan haladva súrolták egymást, a Cossack első tisztje, Bradwell Talbot Turner által vezetett átszálló csapat tagjainak nagy része egyszerűen átlépett az Altmark tatjára. A romboló magasított előfedélzete és a tartályhajó tatfedélzete között a szintkülönbség mindössze pár hüvelyknyi volt, így az átjutás nem okozott komoly gondot. Az átszállás megkönnyítésére előzőleg eltávolították az itteni korlátokat a rombolóról. A britek megpróbálták a két hajót manilakötéllel egymáshoz erősíteni, de ez a távolodásuk miatt hamar elszakadt.
Az átszállt britek az előzetes terveknek megfelelően öt csoportra oszlottak, melyek a hajó hátulját, közepét, elejét, a hídját illetve a gépházát indultak megszállni. Turner és a tőle kissé távolabb a német hajó fedélzetére lépett Craven az utóbbi csoport élén a hajó hídja felé indult meg, ahol foglyul ejtették az ott tartózkodókat és a telegráf segítségével leállították a gépeket. Dau kapitányt azonban norvég révkalauznak vélték, így ő szabadon mozogva a hajóhídon saját maga állíthatta a hajót irányba és teljes erővel hátramenetre a partra futtatáshoz. A britek többször is leállították a hajót, de Dau az éberségüket kijátszva mindig visszaállította a telegráfot hátramenetbe. Mikorra kiderült számukra, hogy ő valójában a kapitány, a tartályhajó már négy csomós sebességgel partra futott. A hajócsavarjai valamint a kormánylapátja megrongálódtak, ezzel sikerült megakadályozni, hogy zsákmányul ejthessék.
Eközben mindmáig tisztázatlan körülmények között lövöldözés tört ki a fedélzeten. Biztosan nem tudni ki és mi okból adta le az első lövést, de ami ez után következett az egy egyoldalú 'harchoz' vezetett. Vian jelentésében az okát a következőképpen írja le:
„[…] a hajó hátsó részét megszálló csoport vezetőjére, Smith tüzértisztre nyitottak szemből tüzet mikor egy szűk átjárón [alleyway] igyekezett előre. Számos tengerész arról számolt be, hogy lőttek rá és egyiküket könnyebben el is találták. Később, mikor a foglyokat elengedték, a német fegyveres őrség egy része, akikről én csak az indulás után tudtam meg, hogy a Graf Spee tengerészei voltak, az Altmark tatjánál elmenekültek és a jégen át a parton egy emelkedőhöz érve onnan az átszálló tengerészek hajó hátsó részén lévő csoportjára tüzet nyitottak […] A szemtanúk alapos kikérdezése után nincs kétségem afelől, hogy a németek nyitottak először tüzet.”
Vian állítása szerint Smith sebesülésének közelében találtak egy német töltényhüvelyt, de ennek az állításnak az igazolására nem állnak rendelkezésre részletek. Turner jelentése szerint az átszálló csapatnak:
„[…] elegendő erőt kellett alkalmaznia, hogy legyűrje az ellenállást, de addig nem nyithattak tüzet, míg nem lőttek rájuk (biztonsági intézkedésként a zárszerkezeteket kibiztosítatlanul kellett tartani és a puskák nem voltak megtöltve […]). […] Úgy gondolom, hogy az Altmark kapitányának nem állt szándékában lőfegyvereket használni; a lövöldözés, melyet a német oldalról kezdeményeztek, valószínűleg egyének saját tette volt.”
A német leírás szerint a hajó tatjának bal oldalán mentőcsónakot leengedni készülő tengerészeket érték az első lövések: Stender és Bremer hajósinasok valamint Path fűtő holtan rogytak itt össze, többen megsebesültek. Sok német tengerész menekülni próbált a golyózápor elől a hajóról annak oldalán mentőcsónakokon vagy kötélhágcsókon leereszkedve és a jégen át igyekezve kijutni a partra. A menekülő németekre a Cossack fedélzetéről is tüzet nyitottak és a keresőfényekkel világították meg a jégen menekülő németeket, hogy könnyebben levadászhassák őket. Az Altmarkon tartózkodó norvég vámhivatalnok, Odd Egaas a fedélzet jobb oldalán volt, mikor a britek átjutottak az Altmarkra. Ahol állt, onnan nem látott egyetlen németet sem, akinél lett volna fegyver és semmiféle ellenállást nem tanúsítottak a britekkel szemben. Egaas az egyenruháját viselte és két bajonettet szegeztek rá, míg meg nem bizonyosodtak róla, hogy valóban norvég. Közben kitört a lövöldözés a hajó másik oldalán és mivel Egaas úgy ítélte meg, hogy az események túlhaladják hatáskörét, csatlakozott az Altmark legénységének azon tagjaihoz, akik a jégre leereszkedve a part irányába menekültek. Egaas és Rothe fűtő együtt ereszkedtek le egy kötélvégen. Neki sikerült megmenekülnie, a németet azonban halálos lövések érték, amikor fel akart húzódzkodni a vízből a jég peremén. Schüler és Richards fűtőket akkor érték sérülések, mikor már kijutottak a partra. Steffen ápoló pedig egy jégdarabba kapaszkodott a vízben, mikor a gyilkos találatok érték.
Dau első jelentéseiben, melyet a Seekriegsleitungnak és az oslói nagykövetségnek küldött azt írta, hogy a német tengerészek fegyvertelenek voltak. Ezt később annyival módosította, hogy a két 20 mm-es Flakot valamint 10 darab puskát a raktérben tároltak el és ezeken felül volt még 18 darab pisztoly is a hajón, melyek egy része raktáron, másik része az őrszemélyzetnél volt. Ezek a foglyokat felügyelő őröknél, a hajóhídon lévőknél illetve a többi tisztnél voltak. Az őrség tagjai 9 mm-es, a tisztek 7,65 mm-es pisztolyokkal rendelkeztek. A britek távozása után hét pisztolyt nem tudtak fellelni. Egyiket feltételezhetően a vízbe hajítottak, a többi hatot Dau megfogalmazása szerint ellopták a britek. A fegyverviselők közül mindenki eskü alatt vallotta, hogy nem használta a fegyverét és még csak nem is fenyegette vele az átszálló brit tengerészeket.
Teljesen nem zárható ki, hogy a fegyverrel rendelkező németek közül egy vagy több személy – talán a Graf Speeről származó őrszemélyzetből – úgy döntött, hogy ellenáll a briteknek, mint ahogy az sem, hogy a britek közül egyesek minden eshetőségre felkészülve, Turner utasítása ellenére megtöltötték fegyvereiket. Akárhogy is volt, a hajóhídról nem látható hátsófedélzeten a dolgok kicsúszhattak az irányítás alól. Turner jelentésében megemlíti, hogy a hajóra átjutva nem ütköztek azonnali ellenállásba és a tatnál fellépő 'kisebb gondokat' leszámítva csak 'dacos engedetlenség' (sullen obedience) volt tapasztalható a németek részéről. Dau szerint a brit tengerészek 'idegesek és nagyon rémültek' voltak.
A norvég beszámolók kivétel nélkül csak a britek fegyverhasználatát említik. Halvorsen hadnagy jelentésében nagy határozottsággal állította, hogy nem tapasztalt a németek részéről fegyverhasználatot, bár vitatják, hogy ennek megítéléséhez a legjobb helyen lett volna. A jøssinghavni lakosok beszámolói megemlítik, hogy előbb egy lövést lehetett hallani, majd röviddel rá tört ki a heves lövöldözés.
A lövöldözés kitörésekor Halvorsen Vianhoz lépve felrótta, hogy „egy vizsgálat megfigyelésébe egyezett bele, nem egy tűzharcéba”. Az események után Vian azt hangoztatta, hogy Halvorsennel előzőleg megegyeztek arról, hogy csatlakozik az átszálló csapathoz, Halvorsen azonban állította, hogy csak megfigyelőként csatlakozott volna, amennyiben a németek hozzájárulnak az ellenőrzéshez és abba nem egyezett bele, hogy „német ellenkezéssel szemben az Altmarkra fegyveres erők szálljanak át”. Halvorsen még az akció közben visszatért a Kjellre és innen látta, ahogy az Altmark fedélzetéről a britek a jégen át menekülni próbáló németekre lövöldöznek. Olav Rindseth, a Kjell parancsnokhelyettese szemtanúja volt annak, ahogy az egyik vízbe esett és a jégre felkapaszkodni próbáló németre (Walter Rothe fűtőre) számos lövést leadtak.
Az eseményeket a partról figyelő helyi lakosok a házaik pincéiben kerestek menedéket a közelükben becsapódó lövedékek elől. Két lövedék érte a Firerent és az egyik norvég matróznak, aki a telefonnál teljesített szolgálatot, egy lövedék áthatolt a karján mikor a hajójához futott vissza. A norvég hadihajót több lövedék is eltalálta. Annak ellenére, hogy a lakóházakat számos találat érte, a civileknek nem esett bántódása.

## The Navy’s here?
A hajó partrafutása után beazonosított Dau kapitányt Turner felszólította, hogy mutassa meg a foglyok rejtekhelyét. Dau ezt a foglyokért felelős tisztje, Weichert kíséretében megtette. A foglyok fedélzetének ajtajait felnyitották és bár tartott attól, hogy a kiszabaduló tengerészek bántalmazni fogják, közülük többen is megköszönték a jó bánásmódot a német kapitánynak, amiben fogságuk alatt részesültek, egyesek még kezet is szorítottak vele. A foglyok három raktárhelyiségben voltak ekkor elzárva, melyek közül az egyikben az indiai foglyok voltak. A két kapitányt a kétágyas kabinjukból szabadították ki.
A brit sajtóban megjelent leírás szerint Turner volt az, aki feltépve a foglyokat rejtő helyiség ajtaját így kiáltott le: „Vannak itt lent angolok?” ("Any Englishmen down there?") – mire a hangos választ kapta: "Yes, we’re all English!" A legenda szerint ekkor így szólt: „Akkor gyertek fel. Itt a tengerészet!” ("Come up then. The Navy’s ’ere!") Turner később tagadta, hogy ilyet mondott volna, mindenesetre a sajtónak köszönhetően ez a kifejezés szállóigévé vált Angliában. A foglyok a következő tíz perc során mind előjöttek a hajó raktereiből.
Időközben Cravennel azt közölték a hídon lévő németek, hogy szerintük a robbanótölteteket 00:30-ra állította be a kapitány a hajó elsüllyesztéséhez. A britek feltételezték, hogy ez blöff a részükről, de Vian nem akarta vállalni a kockázatot, ezért a Cossackkal az Altmark mellé állva gyorsan átszállíttatta a foglyokat. A Sikh-ről átküldtek még egy orvost a foglyok ellátásához, de egy indiai tengerészt, akinek a bőrbetegségét tévesen leprának vélték és egy fekélyes ausztrált leszámítva a körülményekhez képest mindenki jó egészségi állapotban volt.
A lövöldözés elülte után a Cossack tengerészei hozzáláttak a vízbe esettek kimenekítéséhez. Gerald Ormsby korvettkapitány (lieutenant-commander) és Edmund Burkitt számvivő-hadnagy (paymaster lieutenant) a jeges vízbe ugrott, hogy kimentsenek egy britnek vélt tengerészt a vízből az Altmark orránál. A kihalászott személy meglepetésükre egy német matróz volt, akit iratai alapján Hans Berndsen matrózként azonosítottak. A brit információk vele kapcsolatban ellentmondásosak, több verzió is napvilágot látott. Egyes információk szerint még élt, mikor kihúzták a vízből és csak később hunyt el, mások arról tanúskodnak, hogy már halott volt ekkor. A holttestet egyes állítások szerint a visszaúton temették hullámsírba. Dau jelentésében azt írja, hogy társai még látták amint a vízben úszva eltalálja egy lövedék, majd szem elől veszítették. A britek nem értesítették őket arról, hogy megtalálták a holttestet, ezért hivatalosan eltűntnek jelentették. 1942-ben a fjordban az Altmark partra futásának közelében dolgozó búvárok emberi maradványokra bukkantak, melyekről feltételezik, hogy az eltűnt német tengerész lehetett az.
Jøssinghavn lakosai fedezékeikből előjőve gondjukba vették a jeges vízből partra vergődő tengerészeket, akik közül többen sebesültek voltak. Néhány megrémült német mérföldeket haladt a mély hóban a szárazföld belseje felé, tartva attól, hogy a britek partra szállva is üldözik őket. Lura kapitány a Fireren és a Kjell legénységének többségét a partra rendelte segíteni.
A britek a foglyok kiszabadítása után felszólították Daut, hogy a legszükségesebb dolgait vegye magához majd gyülekezzen a többi német tengerésszel a hajó hátsó részén. Dau a kabinjához érve fosztogató britekbe botlott és a folyosó többi kabinjában is hasonlót tapasztalt.
Az alsó fedélzeten elfogott német hajóorvoshoz hozták a sérült, eszméletlen John F. Smith tüzért, akinek az egyik vállán a verőér sérült meg. A sérültet Dr. Tyrolt kabinjában fektették le, ahol a lőtt sebet a német hajóorvos ellátta, bekötözte és épp kompressziós kötéssel akarta ellátni, mikor a magához térő sérültet egy brit tiszt parancsára átvitték a Cossackra. A hajóorvos a sérülés jellegéből kétségtelenül meg tudta állapítani, hogy azt egy 11 mm-es pisztoly lövedéke okozta. Jelentésében Turner is kitért arra, hogy a német orvos nagyon jól ellátta Smith sérülését. A felső fedélzeten lévő gyülekezőpontra a kezelés miatt később odaérő hajóorvosra a britek ismét tüzet nyitottak. A kiszabadított foglyok felismerték benne a hajóorvost és kiáltozásukra maradt abba az újabb lövöldözés. A hajó elején gyülekeztetett foglyok az Altmark elé-mellé orral beálló Cossackra szálltak át sorban.
A németek meglepetésére nem vitték el őket, holott hallották a Cossack parancsnoki hídjáról érkező parancsot: „Először a foglyok, utána a németek!” A britek a hajót nem süllyesztették el és a nagy igyekezetükben a rádiószobát sem tették tönkre. Vian állítása szerint az admiralitás újabb parancsa, miszerint a hajót a legénységével együtt zsákmányul kell ejtenie röviddel azután jutott el hozzá, hogy már elhagyta a fjordot. (Ez az állítás ellentmond a német verziónak.) A brit kötelék röviddel 01:00 előtt (a töltetek várt detonációja előtt) 25 csomós sebességgel hazaindult. Útközben 02:50-kor (01:50 GMT) a Cossackról jelentették az admiralitásnak, hogy a foglyokat kiszabadították, az Altmark nem úszóképes és hogy a norvégok nem járultak hozzá az akcióhoz, azonban passzívak maradtak. 03:50-kor ezt kiegészítették azzal az információval, hogy összecsapásra került sor melynek egy brit és több német sérültje lett és a Cossack kisebb mértékben megrongálódott. A Cossackot Leithbe, a többi rombolót Rosythba, míg az Arethusát Scapa Flow-ba irányították. A Cossack 15:45-kor (GMT) kötött ki a skóciai kikötőben.
Az admiralitásnak küldött február 23-ai jelentésében Vian kapitány ezt írta:
„Az admiralitástól az Altmark-incidenssel kapcsolatban kapott parancsok világossága és egyértelmű jellege a végrehajtást egyszerűvé tették.”

## Veszteségek

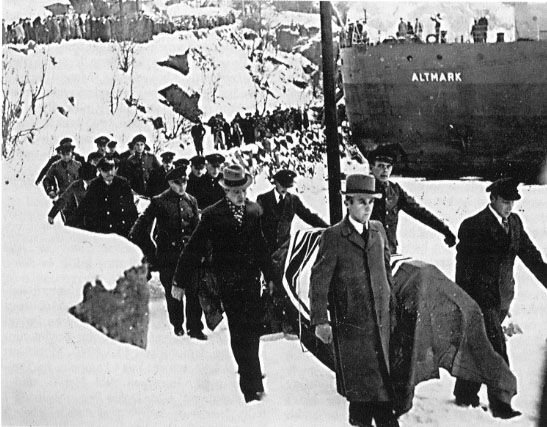
A német személyzet halottait a partra szállítják

A német tengerészek közül a támadás során heten veszítették életüket: Otto Stender és Fritz Bremer hajósinasok, Waldemar Path és Walther Rothe fűtők, Hans Steffen ápoló, Fritz Schürmann matróz valamint Hans Berndsen fűtő, akit előbb eltűntnek jelentettek. Hatan súlyosan (Clausen gépész, Augustin villanyszerelő, Meier hajósinas, valamint Richards, Horst, Schüler fűtők) és hatan könnyebben sebesültek meg. A súlyos sebesültek közül Ernst Meier hajósinas három nap múlva elhunyt, így a halálos áldozatok száma nyolcra nőtt.
A britek vesztesége egy súlyos sebesült volt Smith tüzér személyében, aki az Aurora cirkálóról érkezett a Cossackra. A romboló sérüléseinek kijavításához egy hétre szárazdokkba kényszerült.
A támadás halálos áldozatai
| Név             | Beosztás  | Életkor |
| --------------- | --------- | ------- |
| Fritz Bremer    | hajósinas | 26      |
| Fritz Schürmann | matróz    | 23      |
| Waldemar Path   | fűtő      | 26      |
| Hans Steffen    | ápoló     | 41      |
| Walter Rothe    | fűtő      | 36      |
| Otto Stender    | hajósinas | 41      |
| Ernst Meier     | hajósinas | 24      |
| Hans Berndsen   | fűtő      | n. a.   |

## Az incidens után
Február 19-én az elhunyt német tengerészek közül hatot a sokndali Hauge község temploma melletti sírkertben temettek el. A szertartáson szép számmal képviseltette magát a helyi lakosság, jelen volt a német nagykövet valamint számos norvég tisztviselő. A díszőrséget az Olav Tryggvason aknaszedő tengerészei adták. Bräuer nagykövet a rövid beszédében a hivatalos német álláspontot ismertette, miszerint a tengerészek „a brit tengeri rablók elleni küzdelemben veszítették hősiesen életüket”.
Dau kapitány a következő szavakkal búcsúztatta halottait:
„Tengerész bajtársaim! Nem adatott meg nektek, hogy fegyverrel a kézben szállhassatok szembe az ellenséggel. Hajónk karaktere tiltotta számunkra a harcot, védelmét az Anglia által is ünnepélyesen elismert nemzetközi jogban látta. De ha mi azt reméltük, hogy semleges kikötőben biztosítva vagyunk a brit támadásokkal szemben, akkor alapos leckét kaptunk annak az ellenkezőjéről. De a német nép csak ezután fog igazán azért harcolni, hogy a brit tengeri rablók módszerei, melyek itt is nyilvánvalóvá váltak, egyszer és mindenkorra eltűnjenek a világról. Akkor a Ti halálotok sem volt hiábavaló. Nyugodjatok békében!”
A norvég haditengerészet képviseletében Severin Wigers parancsnok (kommandør) helyezett el koszorút a síroknál és német nyelven tartott rövid beszédében kifejezésre juttatta „a norvég emberekben keltett haragot, melyet ez a jogsértés okozott.” Ezen beszéd tartalma miatt panaszt tett a brit nagykövetség, de a norvégok válaszukban jelezték, hogy annak nincs helye, mivel Wigers a kormányzat által megfogalmazott álláspontnak megfelelően beszélt.

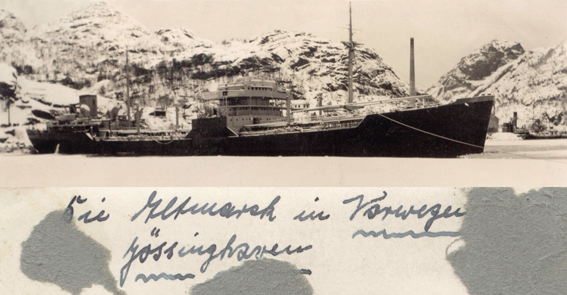
Az Altmark a Jøssing-fjordban a támadás utáni napokban

Február 23-án Egersundban egy polgári vizsgálóbizottság ült össze, melyen Dau kapitány az első tisztje és a stavangeri német konzul, Achilles kíséretében jelent meg. Brit részről Spence, a stavangeri konzulhelyettes és Platt parancsnok (commander) jelentek meg. A vizsgálat második napján Daut hallgatták volna ki szemtanúként, de ő tiltakozott e brit személyek jelenléte ellen, mivel azok nem voltak közvetlenül érintettek az eseményekben. A bíróság helyt adott a kifogásnak és felszólították a briteket a tárgyalóterem elhagyására, míg Dau és első tisztje kihallgatása zajlott.
Az Altmarkot február 22-én a Narvik felől érkező Wiegand ércszállító levontatta a partról. A búvárok megállapították, hogy a kormánylapát tönkrement és a hajócsavarok is megrongálódtak. A hajót a sérülések ellenére kormányozhatónak és 10-11 csomós sebességgel való haladásra is képesnek ítélték. Március 6-án hajózásra alkalmasnak nyilvánították és jórészt önerőből a Sande-fjordba hajózott átmeneti javítások elvégzésére, majd azok elvégzése után egy vontató kíséretében március 27-én ért Kielbe.

## Diplomáciai következmények

### Német-norvég vita
A támadás másnapján Schreiber haditengerészeti attasé találkozott Diesen tengernaggyal, ahol az a német jelentése szerint a norvég torpedónaszádok passzivitását a következőképpen indokolta: 
„Milyen eséllyel szállhatott volna szembe egy mindössze két gépágyúval felszerelt torpedónaszád egy cirkálóval? Egyetlen sortűzzel leseperték volna. Ezen felül a jég olyan vastag volt, hogy a mi kis hajóink nem tudták volna követni a határozottan fellépő brit rombolókat.”
Schreiber megemlítette, hogy Dau szerint a jég vastagsága nem okozhatott volna problémát. Véleménye szerint „legalább egy tisztnek készen kellett volna állnia arra, hogy az életét áldozza hazája semlegességéért.”
Bräuer nagykövet 09:30-kor telefonon közvetítette a német kormányzat hivatalos tiltakozását a norvég külügyminisztérium felé. Az éles hangvételű tiltakozás felrótta a norvég haditengerészet vezetőségének, hogy nem biztosítottak kellő védelmet az Altmarknak, annak ellenére, hogy a haditengerészet és a külügyminisztérium is biztosítékot adott erre. További heves tiltakozást helyeztek kilátásba és megfelelő kompenzációt szándékoztak követelni. A jegyzékben állt az is, hogy a szituáció „komoly és a legsúlyosabb következményeket vonhatja maga után.”
A norvégok a válaszukban állították, hogy a torpedónaszádjaik tisztjei helyesen jártak el, megfelelően a parancsaiknak és (ahogy Diesen tengernagy is hivatkozott) nem lehet felróni nekik, amiért nem léptek fel a jelentős erőfölényben lévő britekkel szemben. A németek meglátása szerint a norvég naszádok a torpedóik révén nem voltak hátrányban a britekkel szemben és használatukkal védelmezniük kellett volna a fjord bejáratát. A norvégok biztosították a németeket arról, hogy erősen tiltakozni fognak Londonnál és a további hasonló eseteket meg fogják előzni.
Február 22-re, mikor Bräuer találkozott a Halvdan Kohttal, a norvég külügyminiszterrel, a német álláspont a norvégokkal szemben erősen enyhült és Bräuer megköszönte, hogy a haditengerészetük képviseltette magát a német tengerészek temetésénél. Közölte azt is, hogy Hitler utasítására a német propagandagépezet csak Londont veszi célba az esettel kapcsolatban és Norvégiára, mint a brit agresszió áldozatára hivatkoztak.

### Norvég-brit vita
Míg a semleges országok többségében a brit akció pozitív visszhangra talált, addig Norvégiában, ahol az emberek jóval objektívebb képet kaphattak a valódi eseményekről, még az amúgy angolbarát körökben is visszatetszést keltett az események brit sajtó általi tálalása. A Norvégiából Nagy-Britanniába küldött és a cenzúra által ellenőrzött levelek 60 százaléka kimondottan ellenségesen szólt a britek viselkedéséről. Egy norvég brit ismerősének a következőket írta:
Ha valaha is volt olyan tengerészeti akció, melyet hősiesség nélkül hajtottak végre, akkor ez az… A brit tengerészek a jégen futó németekre lődöztek, akiknek egyáltalán nem volt fegyverük. Ilyen dolgok megesnek a háborúban, de nem kellene ezeket hőstettként ünnepelni. Mi átkozott ügyetlen bolondok módjára viselkedtünk, a németek hazudtak és csaltak, viszont a brit akcióról sem lehet jobbat elmondani. És ezt én mondom, akiről tudod, hogy nagyon is az angolok oldalán állok.
Február 17-én Erik Colban, Norvégia londoni nagykövete felkereste lord Halifax brit külügyminisztert és tiltakozott nála országa semlegességének e durva megsértése miatt és jóvátételt valamint a kiszabadított foglyok Norvégiába való visszavitelét követelte. Norvégia kilátásba helyezte az ügy nemzetközi bíróság elé vitelét is. Halifax azzal védekezett, hogy az Altmark mint katonai küldetést végrehajtó hadihajó nem hajózhatott volna végig a norvég partok mentén azzal a céllal, hogy ezáltal a rá vadászó brit hajók elől védelmet találjon és ezért először a német hajó internálását követelte. Véleménye szerint a szabad áthaladás joga (innocent passage) csak az olyan területekre vonatkozott, melyek egy hajó természetes útvonalához tartoztak, mint például a tengerszorosok. Bírálta a norvég hatóságok tehetetlenségét, amiért nem tudták teljesíteni semleges országként a kötelezettségeiket és kijelentette, hogy a norvég kormányzat felelőssége lett volna, ha a brit foglyok német hadifogságba kerültek volna. A norvég ellenvetések miatt a vita végére már azt az álláspontot képviselte, hogy a konfliktus inkább két jog ütközése, mint a jog és a jogtalanságé, miután a semlegességi szabályzatban a szabad áthaladás jogát korábban brit kérésre sem korlátozták.
A norvég parlamentben, a Stortingben február 19-én tartott beszédében Koht külügyminiszter ismertette a norvég kormány álláspontját az Altmark-incidenssel kapcsolatban. Eszerint hadihajóknak, mint amilyennek az Altmark is minősült, kétségtelenül joguk volt átvizsgálatlanul áthaladniuk a nemzetközi törvények értelmében, függetlenül attól, hogy szállítottak-e foglyokat vagy nem. Ezt 1939 szeptemberében a brit hatóságokkal is megvitatták és egyet értettek benne, számos tengeri joggal foglalkozó brit könyvben is megjelent. Az Altmarknak joga volt mentességet kérnie és így ellenőrzés nélkül áthaladnia, feltéve, hogy betartja a semlegességi törvény hadihajókra vonatkozó szabályait. Dau rádióhasználata ennek egy súlyos megsértése volt, de ez nem igazolja a britek közbeavatkozását. Koht beszédében megállapította, hogy saját és a kormányzat véleménye szerint a brit haditengerészet túlerő alkalmazásával megsértette egy kis ország jogait, mely csak a semlegességét igyekezett megőrizni. A parlament egyhangúlag támogatta ezt az állásfoglalást és megszavazták a Londonnak küldendő jegyzéket.

## Az incidens szerepe a propagandában

### Németország
A foglyok sikeres Németországba szállítását a goebbelsi propaganda felhasználhatta volna, de a britek eljárása is alkalmat nyújtott erre, melyet a német sajtóban kalóztámadásnak tituláltak.
Dau kapitány már február 17-én nyilatkozott a norvég médiának az incidensről és hangsúlyozta, hogy a hajója a nemzetközi szabályoknak megfelelően járt el és a legénysége nem használt fegyvert. Felhívta a figyelmet arra, hogy a sebesültek többsége a hasi tájékon sérült meg, ami közvetlen közelről leadott lövésekre engedett következtetni. Február 18-án egy propagandastáb érkezett Németországból a helyszínre és ezzel egyidőben a Seekriegsleitung küldött egy listát Daunak, mely a külföldi újságírók részéről várható kérdések megválaszolásához tartalmazott instrukciókat. Eszerint a korábban elmondottakhoz tartania kellett magát Daunak: a német személyzet nem tanúsított ellenállást, a hajón csak a rend fenntartásához szükséges fegyverek voltak, az Altmark civil legénységgel hajózott és menetrend szerint Rotterdamba tartott a háború kitörésekor, majd ekkor a Graf Spee mellé rendelték ellátóhajónak, ami azonban nem változtatta meg a kereskedelmi hajó jellegét. Beszámolhatott a fogva tartottak elszállásolási körülményeiről és étkeztetéséről, a napi rutinról olyan részletességgel, amely Németország érdekeit szolgálhatta. Kerülnie kellett minden olyan kijelentést, ami igazolhatta volna a brit sajtóban megjelenő rémtörténeteket a foglyokkal való bánásmóddal kapcsolatban. A Graf Speevel végrehajtott műveleteket leszámítva minden kérdésre választ adhatott.
Goebbels február 19-én elrendelte, hogy minden propagandatevékenységet erre az egy ügyre kell összpontosítani és így is történt a következő négy-öt napban. A kezdeti szemrehányások után Norvégiára mint a brit agresszió áldozatára hivatkoztak. A német sajtóban az esetet egy szinten emlegették a Baralong-incidenssel, a Dresden lövetésével és Koppenhága 1807-es bombázásával, mint a britek barbarizmusának példáját. Hugo Horst fűtő combját ért találatról úgy vélték, hogy azt egy dum-dum golyó okozta és a súlyos sérülésről készült fényképeket számos német sajtóorgánum leközölte. Dau könyvében ezt a sérülést a brit haditengerészetnél rendszeresített 11 mm-es pisztoly lövedékének tulajdonítja. Több tengerész halálát is ilyenek okozták, öt centiméter átmérőjű, olykor akár ököl nagyságú sebeket ejtve az áldozatokon. Dau elrendelte, hogy szedjék össze a lövedékeket a hajó fedélzetén. Ilyen elől üregesen kiképzett ólomlövedékből többet is találtak, de dum-dum-golyót egyet sem.

### Nagy-Britannia
Még mielőtt a Cossack megérkezett Leith-be és a foglyok partra szállhattak volna, a brit hatóságok a német rádióadásokból értesültek a történésekről. Vian kapitányt ennek megfelelően értesítették a várható kényes kérdésekről, melyekre a későbbiek folyamán választ kell majd adnia.
A brit lapokban az akciót bátor rajtaütésként mutatták be. Számos ábrázolásban a közeledő Cossackra gépfegyverekből nyitottak tüzet a németek, akiket a kibontakozó közelharcban sikerült végül legyűrni. Elsősorban a kegyetlennek ábrázolt német kapitányt vették célba. Az ő ügyetlenségének tudták be az Altmark partra futását is, holott az egy szándékos cselekedet volt a német személyzet részéről. A németeket azzal vádolták, hogy a foglyokat leüresedett olajtartályokban, teljes sötétségben tartották és csaknem halálra éheztették.
A brit sajtó a német kalóz-vádak nyomán gyártotta azt a legendát, hogy a tengerészek karddal a kézben szálltak át az Altmarkra. A Cossack legénységének egyik tagja 2002-ben egy interjú során megemlítette, hogy a sötétben látott egy villanást, ami szerinte lehetett egy kard pengéje, de mivel az eseményektől távol lévő 'B' ütegfedélzeten volt ekkor, az állítását nem tartják hihetőnek. A kardok és tőrök használatát a hajó történetével foglalkozó HMS Cossack Association is cáfolta.
A churchilli propaganda a Dau elleni rágalomhadjárattal a Kriegsmarine megítélését is igyekezett rontani. A foglyait Montevideóban szabadon bocsátó Langsdorff kapitány lovagiassága ugyanis kimondottan jó színben tüntette fel a német haditengerészetet és ez nem felelt meg annak a képnek, ahogyan az angol propaganda láttatni igyekezett a németeket. Churchill ezért is minden áron meg akarta akadályozni a foglyok Németországba szállítását.
A Cossack a kiszabadított foglyokkal már február 17-én befutott a kelet-skóciai Leith kikötőjébe. Winston Churchill háború utáni könyvében erről így ír:
„Feltételezvén, hogy a foglyok az éhezéstől és a fogságtól siralmas állapotban vannak, mentőautókat, orvosokat, a sajtót és fényképészeket küldtünk Leith kikötőjébe a fogadásukra. Mikor azonban kiderült, hogy jó állapotban vannak, a rombolókon jól ellátták őket és tápláltan léptek partra, ennek az aspektusnak nem adtunk nyilvánosságot. A foglyok kimenekítése és Vian kapitány viselkedése Britanniában a lelkesedés hullámait keltette, mely csaknem olyan nagy volt, mint amilyen a Graf Spee elsüllyedését követte. Ez a két esemény megerősített engem és az Admiralitás presztízsét. »Itt a tengerészet!« szállt szájról szájra.”
A foglyok nagy része már aznap este vagy a következő nap vonatra szállt és hazautazott. Néhány nap múlva már csak a két beteg maradt Leith-ben: az indiai tengerész akiről tévesen azt gondolták, hogy leprás, és az ausztrál tengerész, akinek fekélyei voltak.

## Brit vizsgálatok
A siker eltúlzása a brit haditengerészet magasabb szintjein is gondot okozott. Végül úgy döntöttek, hogy csak a hajó kapitányát és az átszálló csapat tagjait tüntetik ki.
A német sajtó részletesen beszámolt a brit tengerészek fosztogatásairól. A német legénységi kabinok közül többet teljesen kifosztottak, Daunak például az öltönye és cipője mellett a karóráját és a vaskeresztjét is ellopták. Mikor Churchill tudomására jutottak ezek a részletek, kivizsgáltatta az ügyet. Miután valósnak bizonyultak a vádak, figyelmeztette az első és második tengeri lordokot, hogy
„Minden hasonlót a lehető legnagyobb szigorral meg kell akadályozni. Semmilyen értékű szuvenírt nem szabad megtartani, melyet nem jelentenek be és nem kapnak rá engedélyt.”
A kiszabadított tengerészek kihallgatása után az admiralitás arra az eredményre jutott, hogy bár az Altmark nem felelt meg a foglyok elhelyezésének követelményeinek és olykor kemény intézkedéseket is hoztak, ezek azonban nem igazolják a közismertté vált rémtörténeteket. W. V. S. Sinclair, a brit admiralitás katonai ágának vezetője (Head of the Admiralty’s Military Branch) egyenesen azon a véleményen volt, hogy az admiralitásnak cáfolnia kellene a Dau kapitányt és a német legénységet ért vádakat. Több magas rangú tiszt is támogatta ezt a felvetést, de a propagandisták élesen ellenezték.
A sajtóosztály vezetőjének C. A. H. Brookingsnak véleménye szerint egy ilyen lépés diszkreditálná a brit sajtót és ártana a szavahihetőségének a semleges országokban. Geoffrey Shakespeare, a parlamenti titkár rámutatott arra, hogy a világ kevésbé hinne a németek által elkövetett rémtettekről szóló történeteknek, ha Daut felmentenék. A végső szót az ügyben Churchill mondta ki, aki röviden ennyit írt hozzá: „Hagyjuk ennyiben” ("Let us leave it here"). Így tovább folytatódtak az Altmark legénységét, főleg annak kapitányát támadó írások publikációi. Ekképp jelenhetett meg Thomas Foley I was an Altmark prisoner című könyve még ebben az évben, melyben a szerző hisztérikus módon írja le állítólagos szadista bántalmazását fogsága idején.
Daut a brit sajtó rágalomhadjárata mélyen elkeserítette és a háború vége felé egyik barátjának elárulta, tart attól, hogy az incidensben játszott szerepe miatt a háború után bíróság elé állítják és halálra ítélik. A brit admiralitás valójában megerősítette, hogy nem fognak ellene vádat emelni a foglyokkal való bánásmód miatt és a hajójával végrehajtott védekező manőver miatt sem. Utóbbihoz még azt is megjegyezték, hogy hasonlót várnának el egy brit hajóskapitánytól fordított helyzetben.
A már 71 éves Dau, aki nem tudott ezekről az intézkedésekről, elkerülendő a meghurcoltatást röviddel a háború után, 1945. május 10-én önkezével vetett véget életének.

## Jogi szempontok
Az Altmark-incidens sok helyen heves viták tárgyát képezte. A legtöbb jogi szakértő, köztük számos brit is, elfogadták a hágai egyezmények Norvégia általi azon interpretációját, miszerint a Reichsdienstflagge alatt hajózó Altmark ellátóhajónak joga volt áthaladnia norvég területen átvizsgálás nélkül, mivel a hadihajók számára kikötött 24-órás szabály nem vonatkozott rá, miután nem hajózott be kikötőbe és horgonyt sem vetett. Churchill és a brit kormányzat későbbi állításával szemben a hadifoglyok szállítása egy haditengerészet szolgálatában álló hajón önmagában nem sértette a hágai konvenciókat és a norvég semlegességi szabályzatot sem.
A két fő kérdés az Altmark-incidenssel kapcsolatban az, hogy a tanker norvég vizeken át vezető útja 'meghosszabbított' és ha igen ezáltal 'jogtalan' volt-e. Ha a norvég kormányzat amellett foglalt állást, hogy nem, akkor a brit kormányzatnak jogában állt-e felülírni azt és erőszakkal fellépnie norvég területen. 1939 augusztusában (a várható európai konfliktus miatt) megfogalmazás alatt álló Norvég Semlegességi Törvénnyel (Norwegian Neutrality Act) kapcsolatban a brit külügyminisztériummal folytatott jegyzékcserében Norvégia jelezte, hogy a békés áthaladás jogának (innocent passage) korlátozása nem képezi vita tárgyát. Az Altmark állami szolgálatban lévő hajóként (azaz a szabályzat szerint hadihajóként) való megjelölésével Dau korlátozta útvonalának lehetőségeit. A bergeni katonai körzethez érve hajójának civil voltát hangsúlyozta és ez alapján kért szabad áthaladást. Mint kereskedelmi hajó nem tagadhatta volna meg, hogy a norvég hatóságok tüzetesen átvizsgálják, akiknek ebben az esetben joguk lett volna ahhoz is, hogy a foglyokat szabadon bocsátassák, mivel civil hajóknak nem állt jogukban foglyokat szállítani. A norvég hatóságok azzal, hogy engedélyezték az Altmarknak a katonai körzeten való áthaladást, holott tudomásuk volt a foglyok jelenlétéről, egyértelműen a semlegességi szabályzatban foglaltak ellen cselekedtek – függetlenül a hajó jogi státuszától. Dau egyértelműen nem adott helyes választ, mikor a norvégok a foglyok után érdeklődtek, amiért megvonhatták volna tőle a szabad áthaladás jogát.
Mikor a britek a norvég hatóságoknak küldött előzetes tiltakozás nélkül a Cossackot beküldték a fjordba a foglyok kiszabadítására még nem voltak tisztában ezekkel az előzményekkel. A brit érvelés szerint az Altmark norvég felségvizeken át vezető útja a menekülést szolgálta és így nem felelt meg a szabad áthaladás jogi követelményeinek, ezáltal sértette Norvégia semlegességét és jogossá tette a közbelépést. A brit külügyminisztérium is elismerte, hogy ez inkább volt vélemény, mint jogi tény.
A brit kormányzat különösebben nem tiltakozott az ellen, hogy a foglyokat szállító hajó semleges vizeken át hajózott. Valójában az incidenst illetően a hivatalos iratok megjegyezték, hogy a brit haditengerészet is ugyanígy tett például 1939 decemberében, mikor a Despatch romboló áthajózott a Panama-csatornán a chilei felségvizeken elfogott Düsseldorf teherhajóról származó német tengerészekkel.

## Következmények

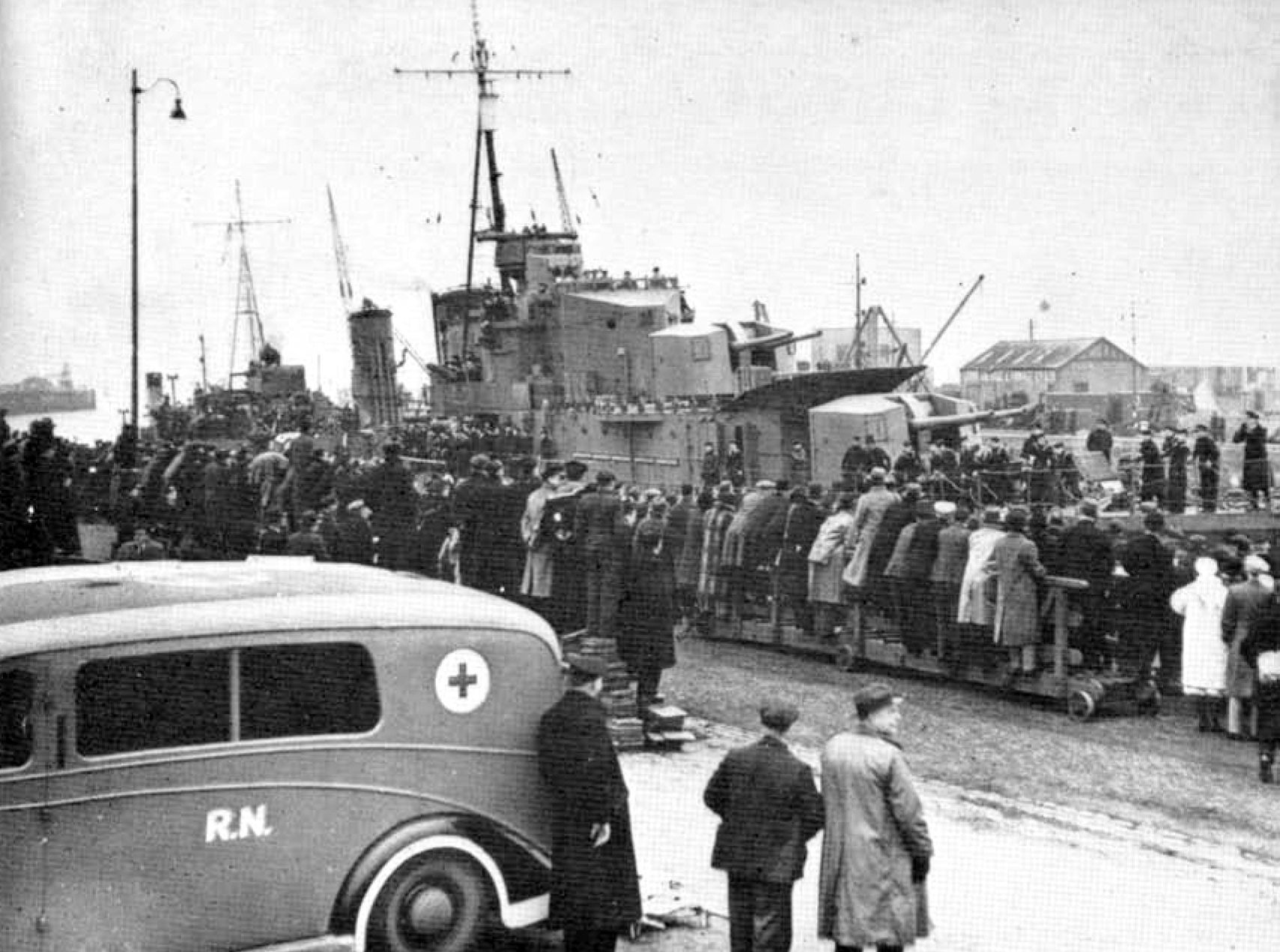
A Cossack Leith kikötőjében a kiszabadított foglyokkal, 1940. február 17.

Az incidens a brit belpolitikában Winston Churchill megerősödését eredményezte és pár hónappal később – részben az incidens által megnőtt népszerűsége révén – megszerezte a miniszterelnöki tisztséget. Az eset az ő külpolitikai terveit is erősítette, mivel már 1939-ben a semleges Norvégia megszállását szorgalmazta a német vasérc-utánpótlás Skandináviából való szállításának megakadályozására. Ezt az elképzelést azonban sokan ellenezték, ezért a norvég vizeken harc árán kiszabadított brit foglyok felmutatásával ennek a külpolitikai törekvésének is több támogatót remélt szerezni. 
Érvelése szerint Norvégia megszállásával a Szovjetunióval a téli háborút vívó Finnországot is meg tudták volna segíteni, mert a Narvik kikötőjében partraszálló angol-francia erők Svédországon keresztül eljuthattak volna hozzájuk (lásd: Catherine hadművelet).
A háború elején a német politikai vezetés Norvégia semlegességének fenntartását tartotta a legkedvezőbbnek, bár Erich Raeder, a flotta főparancsnoka rendszeresen az ország megszállását szorgalmazta. A brit-francia tervekről már 1939-ben tudomást szereztek, ráadásul a kérdést a brit parlamentben a nyilvánosság előtt vitatták meg. Az ország megszállását a németek mindenképp meg akarták akadályozni, ezért előkészületeket tettek ők is az elfoglalására és erről már 1939 decemberében döntés született. Az Altmark-incidens hatására 1940. február 19-én Hitler a megszállási tervek elkészítésének felgyorsítását rendelte el.
A német titkosszolgálat március folyamán Bergenben nagyszámú francia tiszt feltűnését észlelte. Ebből, valamint a brit-francia inváziós flotta készültségi fokából illetve a Skagerrakban egyre fokozódó brit haditengerészeti tevékenységből arra következtettek, hogy küszöbön áll Norvégia brit-francia megszállása, amit megelőzendő március 26-án döntést hoztak a Weserübung április 9-ei megindításáról.
A háború utáni nürnbergi perben a védelem a Norvégia elleni egyoldalú agresszió vádját többek között az Altmark-incidenssel is igyekezett cáfolni, de nem járt sikerrel. Ugyanakkor a britek közül többeket is kitüntettek, ahelyett, hogy a vádlottak padjára ültették volna őket.

## Emlékezete

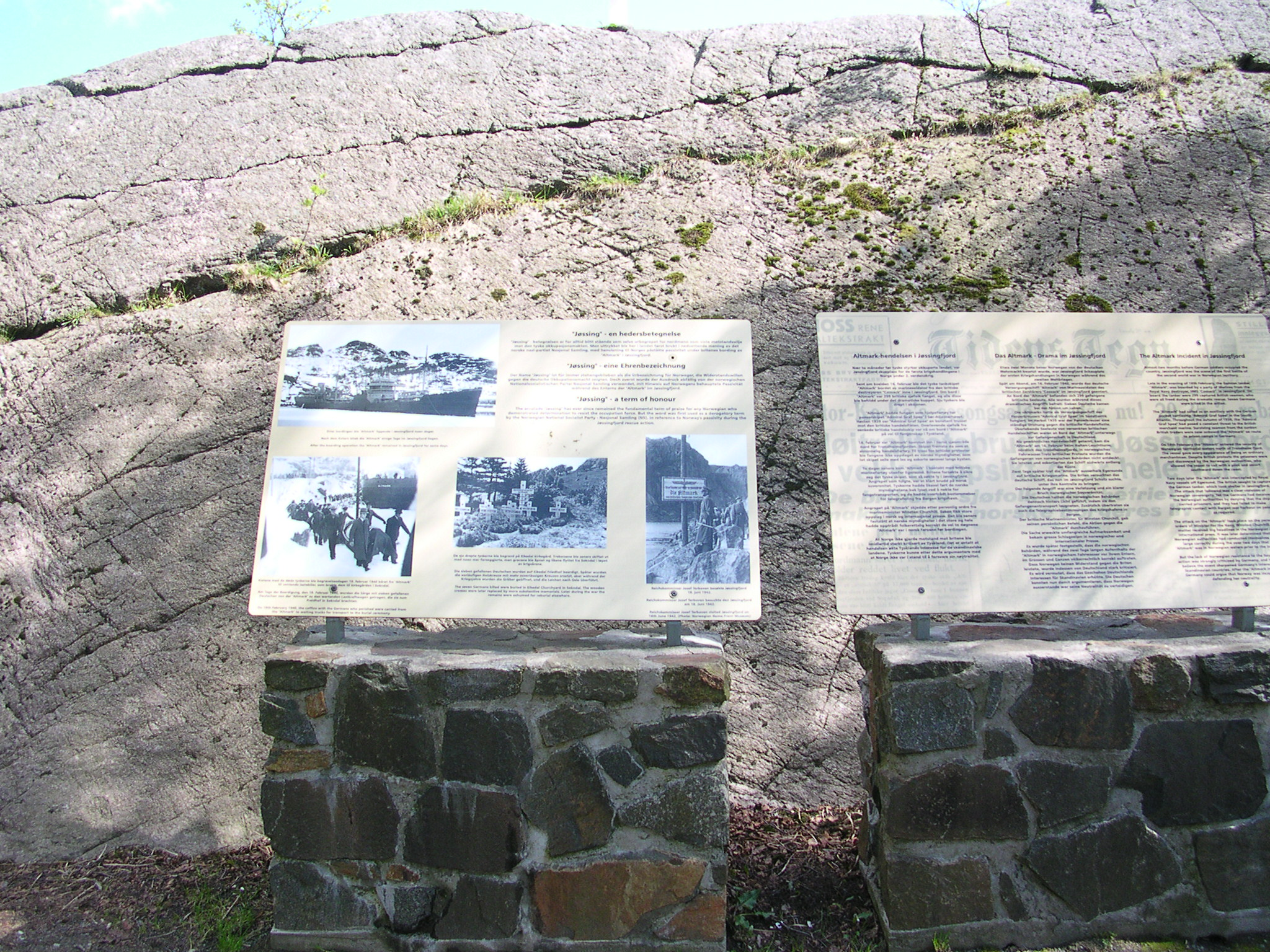
Az 1940-es incidensről tájékoztató táblák a Jøssing-fjordnál

- Norvégia megszállása után a németek emléktáblát állítottak a Jøssing-fjordban a következő felirattal: "Hier wurde am 16. Februar 1940 die Altmark von britischen Seepiraten überfallen" – („Itt támadták meg brit kalózok 1940. február 16-án az Altmarkot”). A két részből álló emlékművet az 1944-ben érkező brit ejtőernyősök magukkal vitték és egyik felét Vian tengernagynak adták át. A másik felét maguknak tartották meg és ma az ejtőernyősök Aldershotban lévő múzeumában őrzik.[86]
- Az ötvenes évek végén a norvég kormányzat emelt a helyszínen egy emlékművet „Itt került sor a brit Cossack romboló és a német Altmark ellátóhajó közötti harcra 1940. február 16-án” felirattal.

Az emléktábláról és az emlékműről készült fotók megtekinthetők a "The HMS Cossack Association"  honlapján.(Archiválva 2013. november 9-i dátummal a Wayback Machine-ben)
- A német megszállás utáni norvég bábkormány tagjait és támogatóit negatív felhanggal quislingekként emlegették. Ennek ellentétpárjaként a Jøssing-fjord neve után a németbarát sajtó az angolbarát ellenállókat jøssingeknek" titulálta. A bábkormány egyre erősödő népszerűtlensége miatt a jøssing egyre inkább pozitív értelmet kapott a köznyelvben, ezért 1943-tól felhagytak az alkalmazásával.
- Vian a háború után Norvégiába tett egyik hivatalos útján engedélyt kért arra, hogy egy norvég hadihajó fedélzetén felkereshesse a Jøssing-fjordot, ezt azonban a norvégok megtagadták tőle.
- Az esemény ihlette Ross Parker és Hughie Charles The Navy's here című, a háborús években népszerűvé vált dalát.[87][88]
- Az új-zélandi Wild Geese együttes írt egy dalt az incidenshez kapcsolódóan Altmark címmel.
- A British Pathé vonatkozó korabeli filmhíradói megtekinthetők itt és itt.
- Az incidenssel a Deutsche Wochenschau 493. és 494. kiadása foglalkozott. (Jelenleg interneten nem fellelhetőek.)